# The Call (Album)
The Call ist ein Jazzalbum von Horace Tapscott mit dem Pan Afrikan Peoples Arkestra. Die 1978 in Los Angeles entstandenen Aufnahmen erschienen, produziert von Tom Albachs Nimbus Recording Co., am 8. April 1978 auf dem Label U.G.M.A.A. Foundation, Inc.

## Hintergrund
The Call war nach Flight 17 die zweite LP-Veröffentlichung von Horace Tapscotts Pan Afrikan Peoples Arkestra, einer 16-köpfigen Bigband ohne Trompete. Das Album enthält vier lange Stücke, darunter drei Kompositionen von Bandmitgliedern sowie Cal Masseys „Nakatini Suite“. Die bekanntesten unter den Sidemen sind der Veteran Red Callender (auf der Tuba und am Bass) und der Altsaxophonist Michael Session.
„Quagmire Manor at Five A.M.“ ist eine Hommage an das Haus in Los Angeles, in dem einige der Bandmitglieder lebten.

## Titelliste
- Horace Tapscott Conducting The Pan-Afrikan Peoples Arkestra – The Call[2]

A1 The Call (Lester Robertson) 8:22

A2 Quagmire Manora at Five A.M. (Michael Session, Adele Sebastian) 10:26

B1 Nakatini Suite (Cal Masey) 9:01

B2 Peyote Song No. III (Jesse Sharps) 10:07

## Rezeption
Scott Yanow verlieh dem Album in Allmusic vier Sterne und schrieb, hier bekämen neben Red Callender und Michael Session viele der anderen Spieler (einschließlich des Pianisten) etwas Platz, um sich entfalten, und die Ensemblepassagen mit ihren ungewöhnlichen Voicings und freien Stellen würden ziemlich bunt klingen.
Lester Robertsons „The Call“ sei ein aufregendes Bop-Stück mit einem großartigen Arrangement und komme dem konventionellen Big-Band-Sound so nahe, wie es das Arkestra jemals war, schrieb Joseph W. Washek. „Quagmire Manor at Five A.M.“ enthalte einige Textstellen im Sun-Ra-Stil, die von Adele Sebastian gesungen wurden, bevor der Komponist Michael Sessions ein sehr intensives und freies Altsolo mit Albert-Ayler-artigem Rhythmus spielte. „Nakatini Suite“ von Cal Massey werde in einem großartigen Arrangement Tapscotts mit Streichern interpretiert. Das Ensemble würde mit einem enormen Jazz-Feeling spielen. „Peyote Song No III“ habe eine wunderschöne Melodie von Jesse Sharps und die gleiche exotisch-hypnotische Anmutung wie „Desert Fairy Princess“. Sharps spiele hier ein langes Sopransaxophon-Solo, das seinen persönlichen Klang und seine Beherrschung des schwierigen Instruments zeige. Das Lied habe auch ein weiteres schönes Streicherarrangement und ein fabelhaftes Basssolo. Tapscotts Klaviersoli auf dem Album sei meisterhaft, eine hart swingende Geschichtsstunde im Jazzpiano von Bud Powell bis Cecil Taylor.
Spieler wie der junge Saxophonist Michael Session, der „Quagmire Manor at Five A.M.“ geschrieben hat, sprächen für die bemerkenswerte Kreativität, die Ende der 1970er Jahre im Haus des Arkestra stattgefunden habe, schrieb Andy Thomas in Daily Bandcamp. Mit dem Gesang der Flötistin Adele Sebastian sei dieses zehnminütige Epos eines der Highlights auf The Call, der zweiten und vielleicht besten LP von Tapscotts Arkestra. Ein weiterer junger Spieler, der durch das Arkestra aufstieg (um schließlich selbst Bandleader zu werden), war der Holzbläser Jesse Sharps. Seine aufsteigende modale Komposition „Peyote Song No. III“ schließe diese kraftvolle Aufnahme ab.